# Ynys Llanddwyn
Ynys Llanddwyn – mała wyspa pływowa przy południowym wybrzeżu wyspy Anglesey w północnej Walii, administracyjnie część hrabstwa Anglesey. Najbliżej położoną miejscowością jest Newborough.
Nazwa Llanddwyn oznacza dosłownie "Kościół św. Dwynwen". Dwynwen jest walijską patronką kochanków, co czyni ją walijskim odpowiednikiem św. Walentego, jej wspomnienie przypada na dzień 25 stycznia i stanowi odpowiednik walentynek, popularny wśród walijskojęzycznej ludności.